# Valle del Crocchio

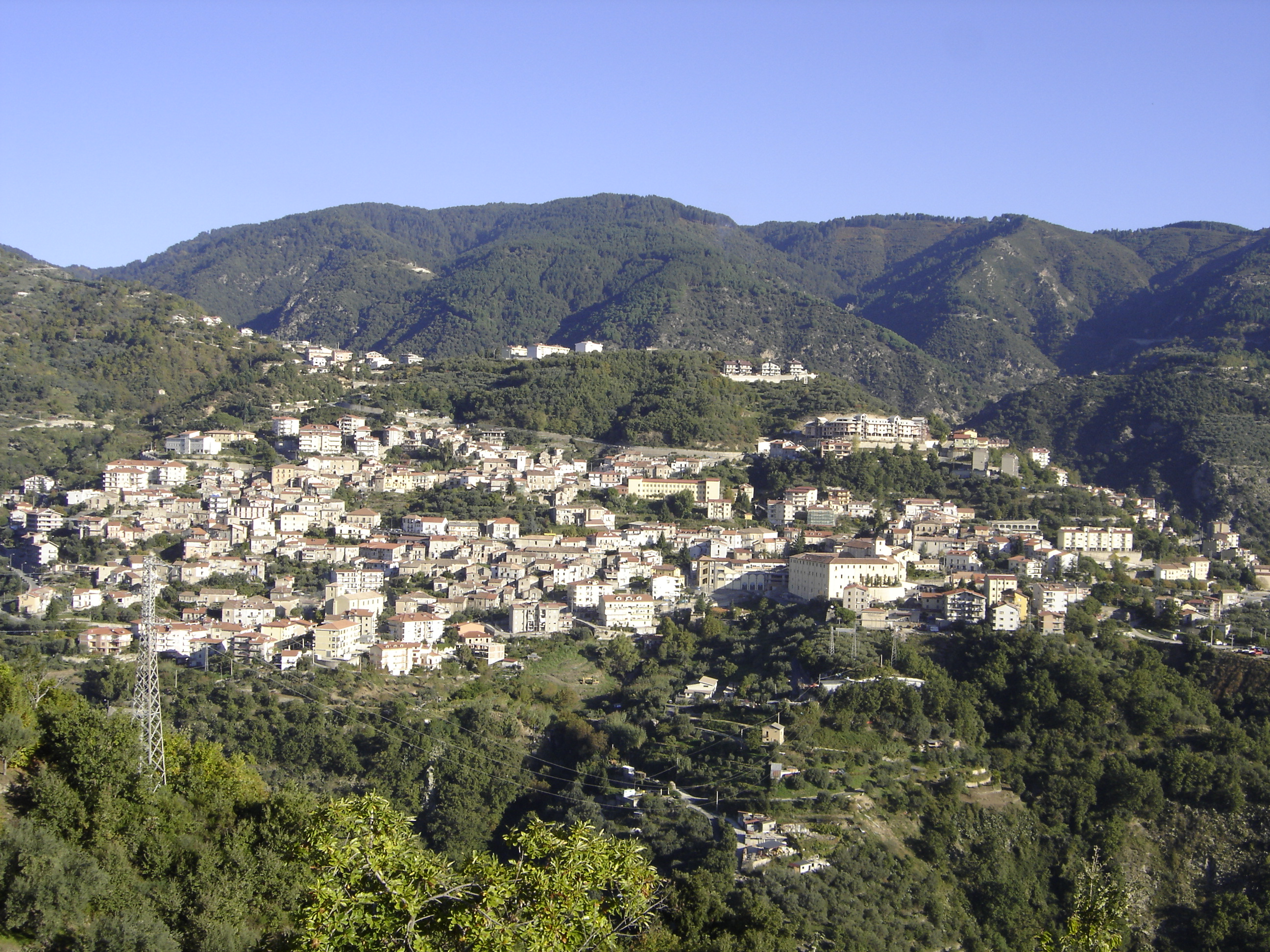
Panorama di Taverna

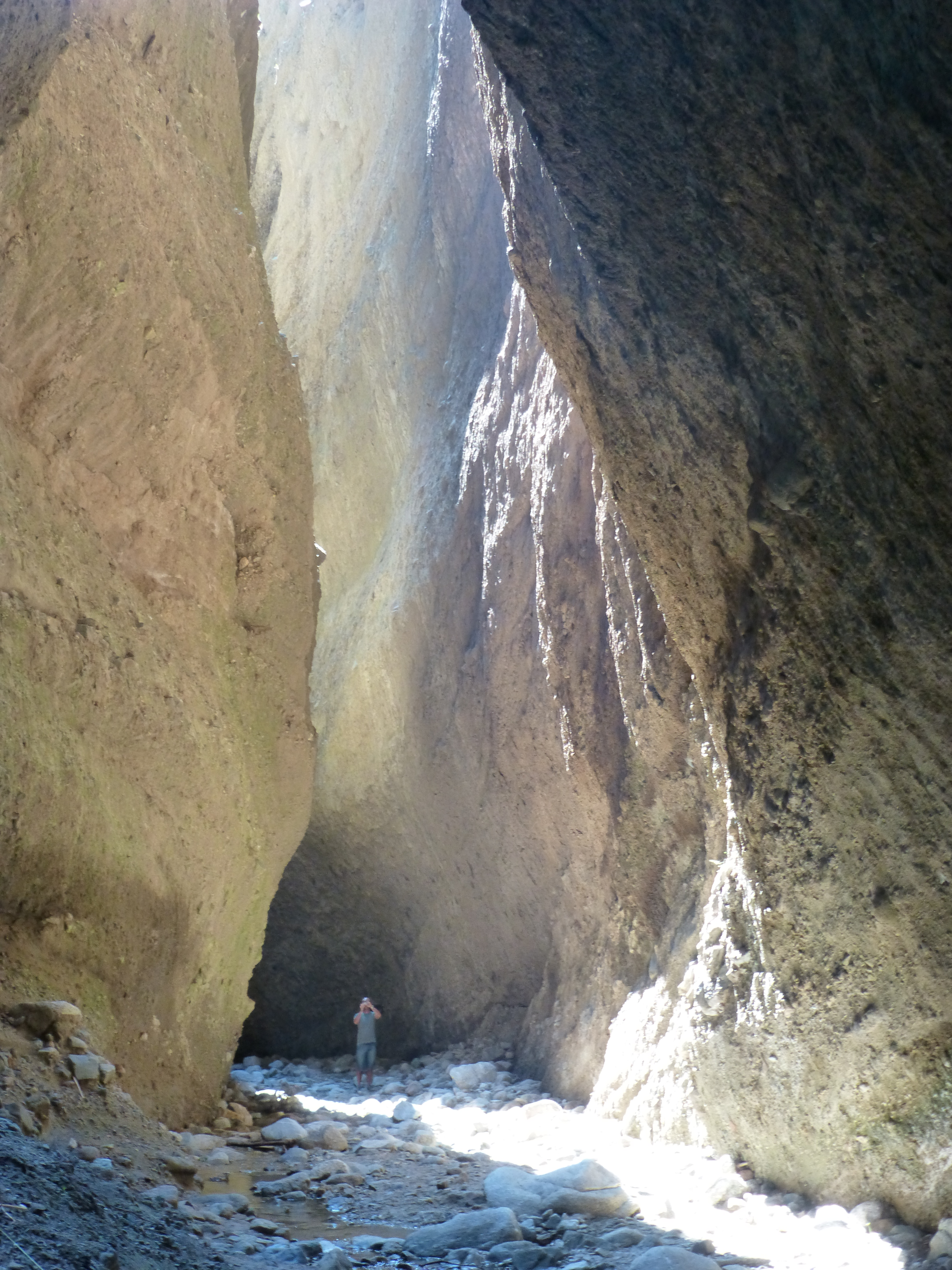
Valli cupe di Sersale

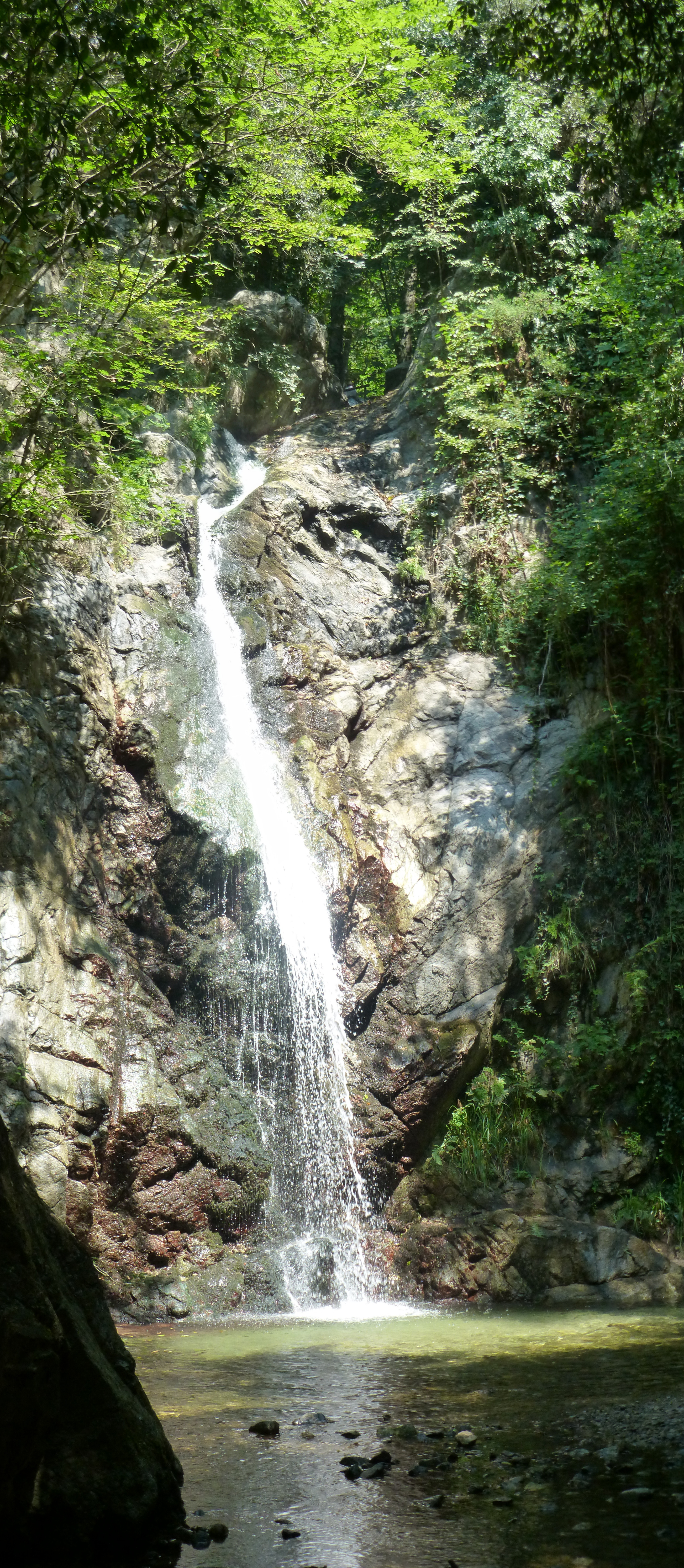
Cascata Campanaro di Zagarise

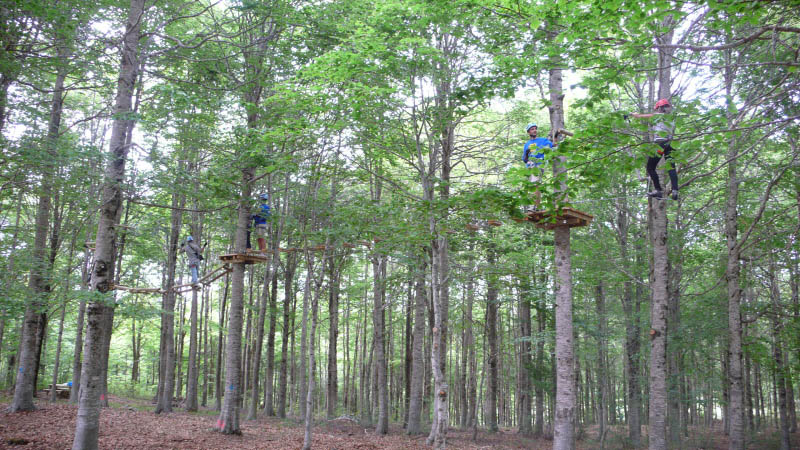
Parco Acrobatico di Tirivolo

La Valle del Crocchio è una valle della Provincia di Catanzaro in Calabria che comprende i comuni di Andali, Belcastro, Botricello, Cerva, Cropani, Marcedusa, Sersale, e Zagarise e prende il nome dall'omonimo fiume.

## Geografia
Geograficamente la valle è posizionata nella Sila Piccola e la pre-Sila catanzarese.

### Monti
- Monte Angaro (Presila)
- Monte Femminamorta (Sila)
- Monte Gariglione (Sila)
  - Colle Malavista (Presila)

### Idrografia
Nell'area vi sono 11 cascate: la cascata campanaro dell'omonima fiumara Campanaro, le cascate di Rupa, la cascata dell'inferno, la cascata del paradiso, la cascata delle chiuse, la cascata dei frassini e le cascate dei muschi e degli allori.
Notevoli le gole di Valli Cupe scavate dalla fiumara Fegato, che nasce sul Monte Raga, lungo il tratto nel comune di Sersale.
I corsi d'acqua:
- Crocchio
- Campanaro
- Fegato
- Soleo
- Nasari

### Flora
Vi è la presenza di boschi di Platano orientale.

## Siti proposti di interesse Comunitario
I Siti di interesse Comunitario proposti sono:
- Boschi di Decollatura
- Monte Condrò
- Colle Poverella
- Pinete del Roncino
- Colle del Telegrafo
- Fiume Tacina
- Monte Gariglione
- Torrente Soleo
- Monte Femminamorta
- Madama Lucrezia
- Steccato di Cutro e Costa del Turchese
- Foce del Crocchio-Cropani

## Storia
In età antica fu edificata la città romana di Minerva Scolacium.

## Attività antropiche
Nel 1996 è nata la società Gruppo di Azione Locale “Valle del Crocchio” per la gestione del progetto dell'Unione Europea Leader II,Leader+, e i progetti: Itinerari interni all'area Ionica Catanzarese, INFEA e Università nel Bosco.
Con il progetto Bioitaly sono state individuati 11 habitat prioritari delle specie della flora e della fauna da sottoporre a tutela